# Chibbis
Chibbis — российский сервис доставки еды, основанный в 2015 году, главный офис находится в Архангельске.

## История
Chibbis был основан в 2015 году двумя предпринимателями из Архангельска Сергеем Крючковым и Романом Копниным.
Первые города, которые были подключены к сервису стали Архангельск и Северодвинск.
До конца 2015 года Chibbis пришел в восемь городов, в том числе Иваново, Курск, Смоленск, Сыктывкар.
В 2017 году стартап окончил трехмесячный акселератор Фонда развития интернет-инициатив (ФРИИ).
Компания работает напрямую с ресторанами и отказалась от идеи франшизы.
По состоянию на 2022 год проект развивается более чем в 170 городах России.
В 2025 году Чиббис пришел в малые и средние города Черноземья с населением до 100 тыс (Россошь, белгородскую Губкин), до этого был запущен в Белгороде, Воронеже, Курске, Липецке, Старом Осколе, Тамбове, Орле.

## Деятельность
Из внешних инвестиций был посевной раунд ФРИИ в размере 2,1 млн рублей во время акселерации во ФРИИ.
В 2020 году во время пандемии сервису удалось выйти на рынки Москвы и Санкт-Петербурга. В этом же году число заказов выросло до 1,4 млн за год, годовая выручка превысила 120 млн рублей, прибыль 25 млн рублей.
В 2021 выручка составила 200 млн рублей, а прибыль 40 млн рублей.
За 2021 год сервисом было реализовано 1,77 млн заказов.
По данным РБК за 2022 год сервис является крупнейшим агрегатором в регионах.
В первом полугодии 2025 года компания вышла на оборот в 2,7 млрд рублей, средний чек заказа — 1437 рублей.
К компании подключились более 1300 ресторанов, и такие сети как «‎Папа Джонс», ПиццаФабрика, Yami Yami‎.